# Okiwi Bay
Okiwi Bay – miasto w Nowej Zelandii, na Wyspie Południowej, w regionie Marlborough.